# Bất thối
Bất thối (chữ Hán: 不退; C: bùtuì; J: futai; s: akilāsitva, akhinna, akheda), có nghĩa là Không thối lui, không trở nên yếu đuối hay  không từ bỏ, là một thuật ngữ đặc biệt dùng trong tu đạo của Phật giáo, căn cứ trên sự ưu tiên tích tập công đức, hoặc vào việc tu tập giác ngộ. Căn cứ vào nhiều kinh luận khác nhau, người ta có thể tìm thấy nhiều giai vị tu chứng khác nhau được gọi là »Bất thối vị«. Chẳng hạn nhiều bản kinh Đại thừa có ghi Bất thối vị là giai vị thứ 7 trong Thập trú. Nhưng theo Du-già sư địa luận (瑜伽師地論; s: yogācārabhūmi-śāstra), Bất thối vị là giai vị thứ nhất trong Thập địa, lại nữa, trong Phật tính luận (佛性論), Bất thối vị là giai vị thứ nhất trong Thập hồi hướng.